# Спогади оптом
«Спогади оптом» (англ. «We Can Remember It for You Wholesale», прямий переклад — «Ми можемо згадати це для вас оптом») — це оповідання Філіпа Кіндреда Діка уперше опубліковане в журналі «Fantasy & Science Fiction» видавництва «Mercury Press» у квітні 1966 року. До послуг читача гостра суміш реальності, фіктивних спогадів і реальної пам'яті. Історія стала основою для двох екранізованих адаптацій: «Згадати все» 1990 року з Арнольдом Шварценеггером у головній ролі протагоніста і однойменний фільм 2012 року з Коліном Фарреллом у тому ж амплуа.

## Сюжет
Даґлас Квейл (Douglas Quail), простий і звичайний чоловік, мріє відвідати Марс. Він не може дозволити собі цю коштовну подорож, тож іде до салону $ПОГАD (в оригіналі — REKAL (звучить «рикол»)) Інкорпорейтед, що пропонує послуги з імплантації спогадів («спогади, що не базуються на фактах», англ. «extra-factual memory»). Спроба вживити Квейлові якісь яскраві спогади про Марс супроводжується вприскуванням у вену клієнта спеціальної хімічної речовини — наркидрину, що має побічний ефект «сироватки правди», а також співбесідою з психологом. Виявляється, що Квейл «можливо є» таємним убивцею на службі держави, чий розум повний небезпечних таємниць. Співробітники салону $ПОГАD (REKAL) швидко виносять непритомного Квейла з офісу і садять у роботаксі. Квейл приходить до тями із солодким післясмаком вражень від своєї подорожі на Марс, проте знаходить у кишені не коробочку з контрабандними представниками тубільних безхребетних, а конверт із половиною платні за невдалу спробу імплантації спогадів. Квейл розуміє, що його ошукали, повертається до офісу і намагається вибити з адміністрації повернення йому решти суми. Повернувшись додому, він починає писати скаргу до Комерційного бюро від імені ошуканого клієнта. «У фірми, яка так надає послуги, не повинно бути жодних клієнтів!» — вирішує Квейл. Та, шукаючи в столі канцелярський папір, він раптом знаходить матеріальне підтвердження тому, що він дійсно був на Марсі і виконав якусь місію: коробочку із пузирчастими хробаками. Він змушений втекти, коли він виявляє, що його куратори мають намір його вбити. Також він виявляє, що йому імплантовано прямо у мозок передавач із живої протоплазми з Плутона — спеціальний пристрій, який передає думки контрольованого нею суб'єкта. Квейл розуміє, що з таким передавачем він не втече — тому спробує домовитися зі своїми кураторами: йому мають імплантувати яскравий спогад про найглибше і найзаповітніше приховане бажання, яке витіснить будь-яку згадку про секретну місію державної ваги на Марс. Оце його найзаповітніше бажання і виявляє психіатр: із дитинства Квейл мріяв врятувати світ від поневолення його прибульцями. Малюк просто хотів бути потрібним і важливим у очах інших людей. «Таким чином, одним своїм існуванням я рятую Землю від підкорення!»- вигукує Квейл, відчуваючи, як наростає хвиля задоволення. — «Значить, я є найважливішою людиною на Землі!» Співробітники салону «$ПОГАD» намагаються розпочати процедуру з імплантування спогадів і натикаються на ту ж проблему, із якою стикалися раніше: яскраві і хвилюючі спогади, що Квейлові намагаються вживити — про те, як він у 9 років урятував світ, — уже існують у пам'яті, і вони реальні. Однак, попри невдачу, спецслужби не можуть убити свого колишнього співробітника: якщо вони спробують це зробити, почнеться вторгнення прибульців.

## Фільми-адаптації
Сюжет оповідання було в загальних рисах використано у зйомках фільму «Згадати все» 1990 року, режисером якого був Пол Верговен, з Арнольдом Шварценеггером у головній ролі. У фільмі головного героя перейменовано у Квейда (Quaid), він насправді здійснює подорож до Марса, рятує кохану й увесь світ — проте фінальна сцена натякає, що це могло статися не насправді, це все наслідок виконання процедури імплантації штучних спогадів, адже сталося все саме так, як і замовляв Квейд в офісі салону.
Рімейк фільму, що також має назву «Згадати все» і зрежисованого Леном Вайсманом, вийшов на екрани 3 серпня 2012 року у США і 9 серпня — в Україні. Головну роль у фільмі (також на ім'я Квейд) грає Колін Фаррелл. Тут нема і згадки про Марс — проте у загальних рисах фільм близько тримається сюжету свого попередника.

## Публікації оповідання
«Спогади оптом» уперше опубліковано у квітні 1966 у журналі Fantasy & Science Fiction. Після цього оповідання було перевидано у таких збірках:
- Машина для збереження[en] (1969)
- Збірка оповідань Філіпа Кей Діка: Том V (1987)
- Маленький чорний ящик[en] (1990)
- Спогади оптом[en] (1990)
- Читанка Філіпа Кей Діка[en] (1997)
- Особлива думка[en] (2002)
- Вибрані твори Філіпа Кей Діка[en] (2002)

## Радіопостановка
Британська радіокомпанія BBC7 7 і 8 червня 2007 року, а також 16 і 23 травня 2008 року здійснювала радіопостановку оповідання за першою редакцією, опублікованою в журналі «The Magazine of Fantasy & Science Fiction‘s» у квітні 1966. Примітно, що текст читав американський актор Вільям Готкінс, відомий нам як товстий пілот «Червоний 6» із першої серії «Зоряних воєн». Постановку транслювали у записі, оскільки актор помер 2005 року, не дочекавшись виходу своєї роботи в ефір.